# Ісаак Комнін (себастократор)
Ісаак Комнін (1047/1050 — 1102/1104) — політичний та військовий діяч Візантійської імперії.

## Життєпис
Походив зі знатного роду Комнінів. Другий син Іоанна Комніна, доместіка схол Заходу, та Анни Далассени. Народився у Константинополі між 1047 та 1050 роками. Здобув добру освіту в Студійському монастирі, особливо з богослов'я та філософії. Замолоду виявив хист до військової справи. Захоплювався полюванням. У 1072 році внаслідок участі матері в інтригах проти династії Дук родину Комнінів було заслано. Ісаак разом з братами і сестрами опинився на острові Принкіпо (один з Принцевих островів) в Мармуровому морі. Але вже наприкінці року за наказом імператора Михайла VII Комнінів повернуто до Константинополя. Невдовзі оженився на грузинській царівні, родичці імператриці Марії.
У 1073 році призначається доместіком схол Сходу. Намагався діяти на захист фем Каппадокія та Арменіакон, але того ж року в битві при Кесарії зазнав поразки й потрапив у полон. Того ж року за викуп повернувся до Константинополя. 1074 року призначено дукою Антіохії. Незабаром придушив заколот на чолі із патріархом Антіохійським Еміліаном на користь Філарета Варажнуні, який сформував в Кілікії свою державу. Еміліана було вислано з міста. У 1075 році під час сутички з сельджуцьким загоном зазнав поразки й потрапив у полон. Його було викуплено за 20 тис. солідів. Повернувся на посаду дуки Антіохії, на якій залишався до 1078 року. Повернувся до Константинополя, на той час імператором став Никифор Вотаніат.
Отримав від імператора титул себаста. Але швидко поринув в інтриги разом з матір'ю та братом Олексієм. Їх клану протистояли імператорські фаворити Борил і Герман. Ісаак з братом Олексієм намагалися перетягнути на свій бік імператрицю Марію Аланську. Водночас було укладено союз з родом Дук.
На початку 1081 року Ісаака і Олексія Комнінів спочатку було призначено на війну проти сельджуків, які підійшли до Кізіка. Але невдовзі звинувачено у змові (наскільки справедливо - є дискусійним питанням). Проте Ісаак з братом втекли до Адріанополя. На їх бік перейшли війська у Фракії та Македонії. З цими силами Комніни підійшли до столиці імперії. Перед тим Ісаак вимушений був поступитися правом на трон своєму братові Олексію, якого підтримали Дуки. 1 квітня війська Ісаака та Олексія зайняли Константинополь, де останнього оголошено було імператором.
Ісааку Комніну брат-імператор надав титул себастократора. Того ж року стає епархом Константинополя, очолив трибунал, що займався питаннями громадського порядку та суспільної моралі. Під час війни імператора в Епірі та Фессалії проти італійських норманів Роберта Гвіскара спрямовували війська та гроші. Разом з матір'ю Ісаак домігся права конфіскувати срібні та золоті церковні предмети, які переплавлено на монету. Подібні заходи довелося здійснити у 1083 та 1087 році. Останній раз внаслідок необхідності підготовки війська для захисту балканських володінь від печенігів.
У 1094 році брав участь у засіданні церковної ради у Великому Влахернському палаці, де був одним з трьох судів, що розглядали вчення Льва Халкідонського. Завдяки красномовству та філософському й теологічному знанню Ісаака Комніна ідеї Льва було засуджено й той вимушений був покаятися.
1097 року розкрив змову братів з аристократичного роду Анемасів проти імператора. Потім очолив суд над єретиком Василем Лікарем, що поширював ідеї богомильства. Наприкінці 1090-х років склав з себе усі посади та титул, постригся у ченці під ім'ям Іоанн. Помер між 1102 та 1104 роками в монастирі Христос Філантропос.

## Характер
Відзначався емоційністю, вибуховістю. Водночас сучасники відзначали його чесність, вміння тримати слово, дружити.

## Праці
Був автором декількох трактатів з теології та філософських питань. Натепер збереглися лише окремі — 3 трактати з філософії, спрямовані проти ідей філософа-неоплатоніка Прокла Діадоха, а також теологічна компіляція проти Лева Халкідонського.

## Родина
Дружина — Ірина Аланська, грузинська царівна
Діти:
- Іоанн (1073—після 1076), протосебаст і дука Діррахіуму
- донька (1075—д/н), дружина сина протопроедра Костянтина Дуки
- Олексій (1077—д/н), себаст
- донька (1080—д/н), дружина Григорія Гавраса
- Костянтин (1085—після 1147), великий друнгарій
- Адріан (1088—1057/1064), архієпископ Охридський
- Софія (1094—1130)
- Євдокія (1096—після 1150), дружина себаста Никифора Вотаніата